# Facteurs d'émergence de la grippe aviaire
 (avril 2022).
Cet article est un des sous-chapitres de Grippe aviaire. Il traite des facteurs favorisant ou conditionnant l'émergence d'une situation pandémique, à partir d'un virus dit animal de la grippe aviaire. On distingue ici 7 facteurs principaux :
1. écologiques,
2. agro-pastoraux,
3. démographiques,
4. impasses,
5. résurgences virales,
6. délais pour la détection des premiers cas très contagieux.
7. qualité du suivi épidémiologique

Enjeux : Ces facteurs intéressent le gestionnaire de crise, car c'est de ceux-ci que dépendent, au moins partiellement :
- le lieu de l'émergence d'une zoonose ou d'une pandémie,
- les itinéraires et la vitesse d'expansion
- le temps disponible pour se préparer.

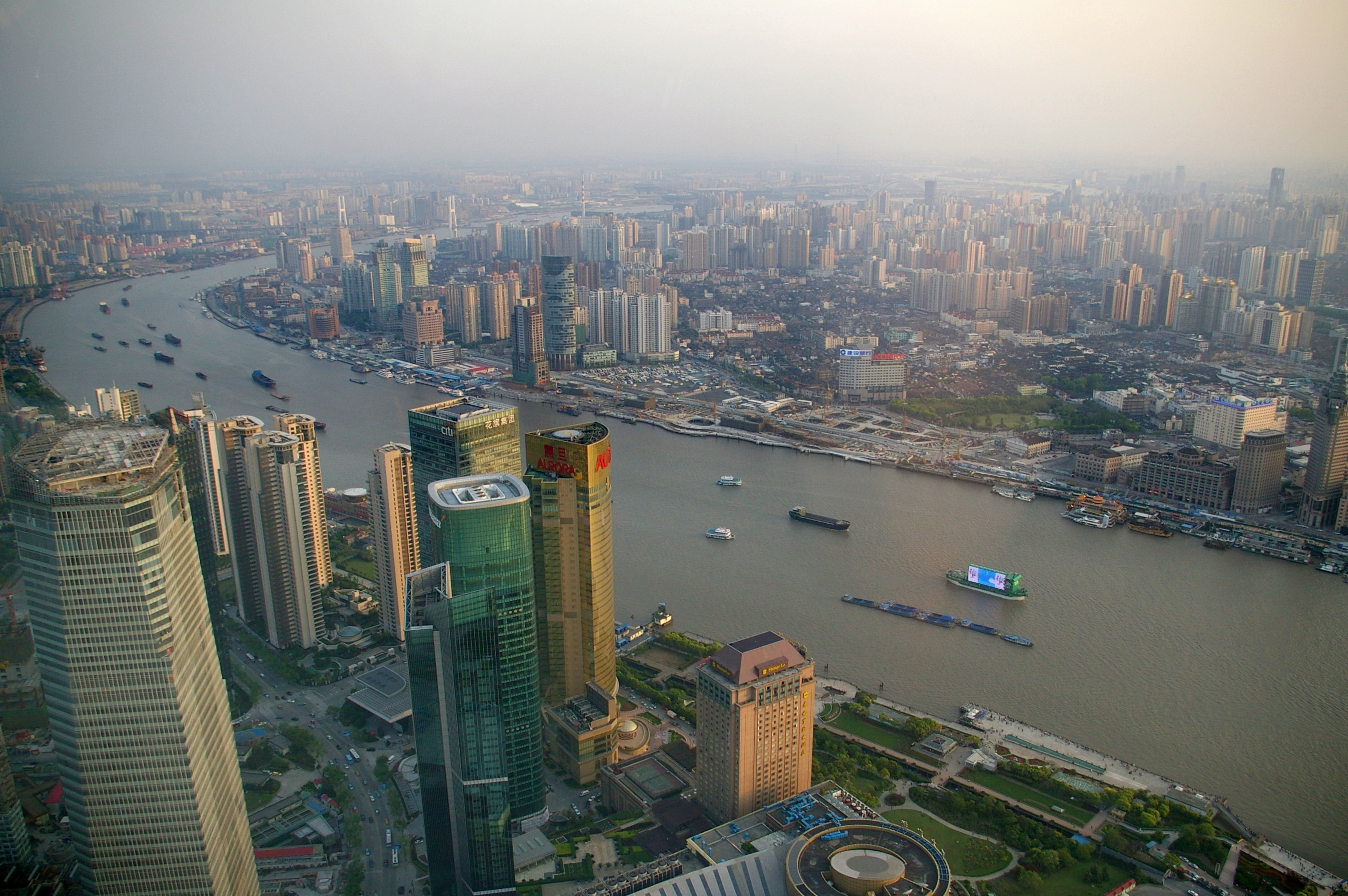
En février 2013, des milliers de cadavres de cochons sont retrouvées dans la rivière Huangpu. Également, des canards morts enveloppés dans des sacs plastiques dans son affluent, la Nanhe. En mars 2013, une grippe aviaire virulente apparaît dans la mégalopole de Shanghai, peuplée de 18 millions d'habitants, à l'embouchure côtière de la Huangpu. Y a-t-il un lien ?

## Facteurs écologiques
Il semble que tous les virus portant les 16 types d'hémagglutinine circulent potentiellement au sein des populations d'oiseaux aquatiques sauvages. Mais le rythme et le mécanisme de maintien de ces virus dans les populations aviaires n'est pas clairement compris.
Des virus grippaux ont été isolés chez des oiseaux tant en Asie, en Amérique, en Océanie qu'en Europe chez des d'ordres très divers. Certains pouvant migrer chaque année sur de très grandes distances allant d'un hémisphère à l'autre.
Après la nidification dans une région du monde, les migrateurs voyagent vers leur zone d'hivernage, mais avec généralement un certain nombre de haltes. Ces pauses entraînent la rencontre de nombreuses autres espèces migratrices. Et au sein d'une espèce, le passage par ces haltes migratoires favorise la concentration au même endroit d'oiseaux venant de lieux de nidification parfois très variés.
Chaque année, une proportion importante des migrateurs est constituée de jeunes oiseaux qui migrent pour leur 1re fois. Ils sont a priori immunologiquement plus naïfs que leurs parents et représentent donc une population particulièrement a priori sensible à l'infection grippale. La transmission virale entre individus d'une même espèces venant de zones différentes ou entre différentes espèces est donc supposée facilitée.
De plus, depuis 400 à 1000 ans un drainage très important des zones humides a fortement réduit le nombre, la surface et le volume hydrique disponible dans les points d'étapes des migrateurs (et nombre d'entre eux n'existent simplement plus), au moins pour les eaux douces et saumâtres qui constituent l'essentiel des haltes migratoires et des zones de nourrissage et de reproduction pour les oiseaux d'eau.
Ceci exacerbe peut-être la coexistence dans ces eaux de virus de sous-types différents apportés par des oiseaux infectés venant d'un plus grand nombre d'endroits.
Pour certaines espèces, l'arrêt temporaire d'individus migrateurs, sur une halte migratoire (exemples : Corse, Camargue, Dombes, baies de Somme ou de Seine, lac du Der en France..), permet aussi la rencontre entre des migrateurs et des colonies sédentaires de la même espèce.
Le phénomène de migration est largement répandu à la surface du globe. Il concerne la plupart des espèces et ne se limite pas aux migrations depuis des pays froids vers des pays plus chauds : (de pays nordiques vers ceux du sud, et inversement pour l'hémisphère austral).
Il existe de nombreuses migrations intertropicales même si elles sont d'ampleurs beaucoup moins grandes et des flux est-ouest, entre l'Europe de l'Ouest et l'Asie, qu'on commence seulement à mieux appréhender.
Malgré la grande variété d'itinéraires, il existe des routes majeures de migration des oiseaux et des goulots d'étranglement qui correspondent aux cols de montagne et aux détroits.

## Facteurs agro-pastoraux, agro-industriels et zootechniques
Les migrations provoquent des flux et rassemblements cosmopolites et naturels d'espèces d'oiseaux variées. Elles mettent localement et chaque année en contact les migrateurs avec des oiseaux sauvages sédentaires et des oiseaux domestiques. Inversement, la volaille peut infecter la faune sauvage, via ses excréments, la ventilation des hangars d'élevage, les plumes ou d'autres sous-produits de l'élevage avicole. Les études phylogénétiques du H5N1 faites en 2005 ont montré que c'est très probablement dans un élevage industriel en Asie que le premier H5N1 HP (Hautement Pathogène) a émergé, et l'épisode roumain du printemps 2006 semble entièrement lié au non-respect des règles élémentaires de biosécurité par plusieurs éleveurs industriels du pays. La commercialisation des plumes doit faire l'objet d'une attention particulière, car les oiseaux peuvent se recontaminer via le toilettage.
Les oiseaux migrateurs et la volaille peuvent aussi infecter d'autres espèces qu'aviaires (mammifères notamment / voir § consacré à ce sujet).
L'intensification et l'industrialisation de l'aviculture depuis le début du XXe siècle ont produit une forte homogénéisation génétique des poules, dindes, canards, etc.
La pratique maintenant très généralisée de l'achat de poussin, dindonneau ou caneton d'un jour accroît le risque de diffusion d'un virus non repéré : ces oisillons sont produits par dizaines de millions dans des couvoirs industriels. Quelques multinationales industrielles spécialisées dans la sélection et la couvaison. Les (accouveurs) les diffusent par avion dans le monde en quelques heures. Plusieurs de leurs anciennes unités de production ont été délocalisées ou étendues en Chine et en Asie du Sud-Est, justement dans des zones touchées par le H5N1. Et il semble qu'en dépit des interdictions d'importations de Chine, des poussins d'un jour ou des produits venant de ces régions ont continué à circuler, jusqu'au Nigeria avant l'apparition du H5N1 dans ce pays.
Ainsi, l'hypothèse répandue qui fait des oiseaux migrateurs la source initiale du risque pandémique par le H5N1 manque encore de preuves scientifiques. Les oiseaux domestiques de basse-cour, notamment les canards sont les principaux intermédiaires vecteurs de la grippe aviaire entre les oiseaux aquatiques migrateurs sauvages et les autres animaux domestiques dont les porcs. Mais, de nombreux indices, dont une partie ont été listés et analysés par un rapport du GRAIN en février 2006, laissent maintenant penser que les unités industrielles et les flux internationaux qu'elles génèrent pourraient être des facteurs bien plus importants de diffusion de la zoonose que les petites basses-cours traditionnelles dispersées et abritant une diversité génétique plus importante. Ce rapport estime que face au risque écoépidémiologique, les petites basses-cours, si elles respectent quelques règles de base et utilisent des volailles génétiquement diversifiées ne sont pas le problème mais la solution. Ce sont les élevages industriels qui présenteraient du point de vue, argumenté, des auteurs les plus grands risques.
Du point de vue zootechnique, l'agriculture biologique est dans une situation intermédiaire : les élevages "bio" produisent des volailles disposant de plus d'espace et élevées en extérieur, mais une partie croissante de la filière est également dépendante de la fourniture de poussins d'un jour, provenant de souches drastiquement sélectionnées et génétiquement très homogènes, au détriment d'une diversité génétique qui pourrait être importante pour limiter le risque de zoonose.
Les sélectionneurs avicoles font de réels efforts pour sélectionner des souches plus résistantes à l'influenza aviaire ou à d'autres zoonoses, mais en s'enfermant ainsi dans une course avec les mutations adaptatives virales qu'ils ne sont pas certains de gagner dans le cas des virus à ARN dont les capacités évolutives sont extraordinaires.
Certains craignent une fuite en avant qui pourrait justifier comme dernière solution le poulet GM (Génétiquement modifié), qui ne réglerait probablement pas la question étant donné les capacités d'adaptation du virus et le fait que la seule standardisation génétique qu'impose l'élevage industriel est en elle-même une source permanente de risque épidémique. 
Malgré la signature et la ratification du traité de Rio sur la biodiversité, les pays n'ont pas fait une priorité de la conservation de la diversité génétique chez les animaux de rente agricole, et les millions d'oiseaux tués pour limiter l'extension du H5N1 depuis 2003, sans la création en parallèle d'un conservatoire génétique mondial contribuent à encore appauvrir ce patrimoine peu ou très lentement renouvelable.
S'il a été démontré que le porc peut être infecté directement par des virus aviaires de façon naturelle ou de façon expérimentale, la contamination directe de l'homme par des virus aviaires avec apparition d'un syndrome grippal semble être peu fréquente et n'a que très rarement pu être démontrée, l'exemple le plus éclatant étant l'épisode dit de la « grippe du poulet » qui s'est déroulé à Hong Kong en 1997 et qui n'a heureusement pas été le prélude à une pandémie (voir ci-après).
L'hypothèse la plus couramment admise jusque fin 2005, malgré l'épisode de Hong Kong puis quelques autres de 2003 à 2006 au cours desquels l'homme semble bien avoir été directement infecté par des volailles malades, place l'espèce porcine au cœur des événements qui conduisent à l'émergence de nouveaux virus humains. Ce rôle de creuset majeur permettant une recombinaison de virus aviaire et humain ou humain et porcin chez le porc résulte d'un faisceau d'arguments mais manque aussi de preuves concrètes. C'est ainsi à cause du porc que serait apparu le sous-type A(H3N2) vers 1968 en Asie par remplacement notamment de la molécule H2 d'un virus humain A(H2N2) par une molécule de type H3 qui provient, selon une étude phylogénétique, d'un virus de canards sauvages.
Un virus aviaire peut aussi infecter d'autres espèces que le porc : l'épizootie de grippe équine (chez le cheval) en 1989 en Chine a été provoqué par le passage d'un virus du même sous-type que les virus en circulation chez les équidés à cette époque mais phylogénétiquement et antigéniquement distinct. Ces virus équins dont la souche prototype était A/eq/Jilin/89(H3N8) semblent être passés directement et sans réassortiments (et pour les huit gènes) de l'oiseau au cheval.
Un deuxième exemple de passage de virus d'oiseaux aquatiques sauvages à des oiseaux domestiques est l'apparition chez les poulets au Mexique de virus A(H5N2) d'abord non pathogènes puis devenus hautement pathogènes.
Voici un 3e exemple de passage de la barrière des espèces : de 1985 à 1989, en Italie, des porcs étaient infectés par des virus hybrides dont les antigènes de surface H1 et N1 étaient issus d'un virus aviaires A(H1N1) et dont les autres protéines provenaient de virus humains A(H3N2). Cette observation a mis en évidence, en dehors des transmissions de virus entre différentes espèces, l'existence de réassortiments génétiques entre virus humains et virus aviaires chez le porc en Europe.

## Facteurs démographiques
Un virus émergent, d'un sous-type nouveau chez l'homme, a statistiquement peu de chance de l'infecter facilement, et s'il l'infecte accidentellement, il doit s'adapter à son nouvel hôte pour bénéficier d'une large diffusion par le phénomène de contagion inter-humaine.
Beaucoup d'experts pensent que l'adaptation d'un hybride viral nouveau (et peut être d'un variant mutant) nécessite un nombre important de cycles viraux et donc de passages d'individus à individus, ce qui laisse quelques mois à quelques années pour se préparer à une éventuelle pandémie.
Dans cette hypothèse, le virus doit pour compenser un mauvais taux de transmission, bénéficier d'un taux de contact élevé entre individus sensibles et individus infectés.
Les individus sensibles peuvent être des enfants (immunité naïve) ou des personnes très âgées (plus fragiles face au virus, et de plus en plus regroupées dans les maisons de retraites) ou des prédisposées à l'infection pour différentes raisons.
Ces conditions sont rencontrées en maints endroits ; en Inde, en Chine, en Indonésie et notamment dans le sud-est de ce pays, mais aussi en Europe de l'Ouest et il existe bien des régions du monde où la densité de population est localement très forte, les conurbations de plusieurs millions d'habitants sont de plus en plus nombreuses.
Une fois qu'un nouveau virus s'est « humanisé » dans une région donnée, il peut diffuser de proche en proche localement ou via les transports internationaux. Il peut voyager très vite avec les déplacements de ses hôtes humains, plus vite encore que ne le font les virus grippaux avec les oiseaux migrateurs, et sur d'autres itinéraires, sans respect des saisons. Les individus infectés par un nouvel agent grippal peuvent le transmettre à des individus sains sur un autre continent en seulement quelques heures.
Lors de la pandémie de 1968, il a fallu près de 7 mois entre le pic de l'épidémie due au nouveau virus à Hong Kong et le pic de l'épidémie en France, mais les transports sont en 2008 plus nombreux et plus rapides, et la population a beaucoup augmenté.
Compte tenu de ces évolutions, aurons-nous assez de temps pour réagir dans une situation comparable ? Peut-être beaucoup moins qu'autrefois, alors que beaucoup de gens pensent que grâce aux progrès des sciences et de la médecine nous serions mieux parés.

## Impasses
Un virus nouveau peut échouer à une implantation durable et ne pas produire une forte épizootie ni initier une épidémie.

## Exemple
Une étude de 1994, relate l'infection de 2 enfants aux Pays-Bas par des virus porcins.
Ces derniers qui ont été analysés sur le plan antigénique résultaient du réassortiment entre des virus humains dont ils portaient les antigènes de surface H3 et N2 et des virus aviaires dont ils contenaient toutes les autres protéines. La transmission à ces 2 enfants des virus hybrides n'a pas été suivie d'épidémie sans doute pour deux raisons liées à la combinaison et à la nature des différents gènes qui constituaient ces virus :
1. les antigènes de surface appartenaient à des types moléculaires qui avaient déjà circulé chez l'homme,
2. les gènes qui portent d'importants déterminants d'adaptation à l'espèce hôte étaient d'origine aviaire et entraînaient une moins bonne compatibilité chez l'homme.

La grippe dite « du poulet » à Hong Kong en 1997 a échoué à provoquer la pandémie redoutée car :
- les virus aviaires A(H5N1) passés directement des poulets vivants à l'homme étaient purement aviaires et peu adaptés à l'homme.
- Seule la proximité avec des sources très contaminantes (volailles vivantes infectées) semblaient capables d'infecter des hommes. Les hommes étant incapables de se contaminer entre eux.
- Les virus A(H5N1) n'ont ainsi pas encore réussi leur implantation massive chez l'homme et en 1997 la suppression de la source principale de virus (la volaille) a permis de faire disparaître le danger. Ce sont les marchés de volailles vivantes qui étaient la source essentielle du risque, en tant que premier maillon de transmission interspécifique.

Cet exemple montre l'importance des comportements non pharmaceutiques, socioculturels, dans la transmission d'un virus alors inconnu à partir d'une espèce animale.

## Résurgence de virus anciens
Depuis leur apparition, des virus humains de sous-type A(H3N2) ont pu être isolés chez le porc (qui possède à la fois les récepteurs du virus aviaire et ceux du virus humain).
La transmission aux porcs de virus humains et la circulation au sein de cette espèce de virus humains A(H1N1) et A(H3N2) est un phénomène permanent et établi.
En plus du rôle de creuset de recombinaison, du rôle de maillon de transmission interspécifique, l'espèce porcine est peut-être aussi un réservoir ou “ conservatoire ” de virus humains (Des expériences ont même suggéré une transmission verticale, c'est-à-dire de l'adulte à sa progéniture, chez le porc)
La réémergence éventuelle de virus humains disparus depuis longtemps, à partir d'un tel « réservoir » pourrait faciliter la diffusion de virus contre lesquels tout ou partie de l'humanité serait dépourvue d'immunité humorale.
Exemple
Les antigènes de surface (H et N) des virus hybrides humains-aviaires isolés en 1993 chez deux enfants néerlandais étaient antigéniquement proches du variant humain A/Victoria/3/75(H3N2) qui n'avait plus circulé dans les populations humaines depuis 18 ans. Aujourd'hui, si ce virus réapparaissait, le système immunitaire des jeunes de moins de 25 ans ne le reconnaîtrait pas et les gens plus âgées qui auraient été infectés par ce variant il y a 25 ans n'auraient qu'une immunité résiduelle faible contre lui.

## Délais de détection d'un nouveau sous-type de virus de grippe A
Les modèles mathématiques font comprendre que pour ce type de virus, dès lors que son pouvoir de contagion augmente, il importe de le détecter au plus vite, ce qui implique de pouvoir détecter tous les nouveaux variants potentiellement hautement pathogènes.
Les réseaux locaux, nationaux et de l'OMS sont aujourd'hui mieux équipés pour ce faire qu'il y a 50 ans, mais les transports ont subi une telle accélération que la détection reste toujours aussi difficile.
Il faut aussi comprendre vite quelle est la cause de la contagion, quand le virus vient de l'animal. Par exemple, en 1997, les Centers for Diseases Control après le 1er cas d'infection humaine par le virus aviaire A(H5N1) ont rapidement suggéré que la source majeure sinon exclusive de l'infection de l'homme était constituée par des volailles vivantes infectées, ce qui a permis de bloquer l'épidémie L'analyse génétique des virus isolés des 6 premiers cas humains avait montré que tous ces virus étaient exclusivement d'origine aviaire et qu'ils n'avaient subi aucun réassortiment avec un virus humain ou d'autre mammifère, ce qui a justifié que les autorités sanitaires imposent l'abattage total de toutes les volailles du territoire de la zone administrative spéciale de HongKong, ce qui a permis de limiter le bilan de la grippe dite « du poulet » de 1997 à 18 cas humains confirmés dont 6 sont morts.
Ceci a empêché la co-circulation de virus A(H5N1) et de virus A(H1N1) ou A(H3N2) qui auraient pu permettre un réassortiment puisque la grippe saisonnière sévissait alors dans tout l'hémisphère nord et dans le pays.
Voir en complément le chapitre « facteurs de risque » qui envisage d'autres hypothèses non prises en compte par le Haut Comité de la santé publique français en 2001, tels que l'immunité humaine affaiblie par la pollution, la malnutrition, l'impact éventuel non étudié d'agents mutagènes sur le virus, la mondialisation et l'accélération des flux de biens et de personnes, et bien d'autres hypothèses…

## Qualité et pertinence du suivi épidémiologique
La stratégie mondiale de lutte contre les zoonoses, cadrée par la Organisation des Nations unies pour l'alimentation et l'FAO et l'OIE, sous l'égide de l'ONU s'appuie notamment sur une veille mondiale basée sur la déclaration obligatoire de certaines maladies et le contrôle des zoonoses lorsqu'elles émergent.
Mais dans le cas de la grippe ;
1. tous les pays ne déclarent pas leurs cas,
2. et notamment dans l'Union européenne, la déclaration et le contrôle ne sont obligatoires que pour les sous-types Hautement pathogènes avérés, ce qui ne permet pas le suivi de variations éventuellement préoccupantes au sein de la population réelle de virus ni donc d'analyse prospective du risque écoépidémiologique. Ne faudrait-il pas également suivre et déclarer les virus IAFP[2] ?.. pour éviter tout risque de mutation vers un virus IAHP[3]. L'OIE le recommande depuis 2005 au moins pour les types type H7Nx et H5Nx. Une étude récente qui a duré quatre ans dans le nord de l'Europe a montré que les souches de virus IAFP hébergées par de nombreux canards colvert (Anas platyrhynchos) étaient génétiquement très proches des souches IAHP ayant sévi en Italie en 1999 et aux Pays-Bas en 2003.

Le groupe scientifique AHAW de l'EFSA a recommandé dans un avis de septembre 2005 que les souches faiblement pathogènes (LPAI) des sous-types H5 et H7 qui ont montré leur capacité à muter pour produire des souches hautement pathogènes soient maintenant intégrées dans la législation européenne, afin que soient prises des mesures de contrôle appropriées. Il faut développer "des systèmes de prévention précoces pour une détection précoce du LPAI (virus faiblement pathogène);
 texte complet de l'avis de l'EFSA : http://www.efsa.eu.int/science/afc/afc_opinions/1127_fr.html